# Großer Höllbach
Der Große Höllbach ist ein fast fünf Kilometer langer Bach im Naturpark Bayerischer Wald im Gemeindegebiet von Lindberg im Landkreis Regen. Er mündet nach durchweg südlichem Lauf wenig vor dessen Laufknick nach Westen von rechts in den Kolbersbach.

## Verlauf
Der Große Höllbach entsteht an der Südseite des Sattels zwischen dem Großen Falkenstein und dem Lackenberg im Bayerischen Wald, wo am noch flachen Oberhang mehrere kurze Quellbäche in einem feuchten Waldgebiet zusammenfließen. Die höchste Quelle liegt am Rand der Matte auf dem Lackenberg zum Talwald.
Als insbesondere im Frühling beeindruckender Wasserfall stürzt der Bach dann durch das Naturschutzgebiet Höllbachgspreng zu Tale, eine steilrandige Geländemulde. Zur forstwirtschaftlichen Nutzung wurde einst nach etwa einem Kilometer die heute nurmehr in Resten bestehende und denkmalgeschützte Klause Höllbachschwelle mit der noch gut erhaltenen Höllbachschwellhütte errichtet. Mündungsnah fließt dann von rechts und aus dem Nordnordwesten der kürzere Kleine Höllbach zu, der am Südhang des Großen Falkenstein entsteht.
Der Große Höllbach mündet nach etwa 4,7 km langem Lauf und etwa 539 Höhenmeter unterhalb seiner höchsten Quelle.

## Tourismus
Der Große Höllbach mit der Höllbachgspreng ist Teil eines Rundwanderweges von Lindberg zum Großen Falkenstein und wieder zurück.